# Josef Fritz (Politiker, 1926)
Josef Fritz (* 7. März 1926 in Mittelberg; † 15. Juli 1975 ebenda) war ein österreichischer Politiker (ÖVP) und Steuerberater. Er war von 1959 bis 1964 Abgeordneter zum Vorarlberger Landtag. 

## Ausbildung und Beruf
Fritz besuchte das Gymnasium in Mehrerau und legte 1944 in Bregenz die Matura ab. Er wurde daraufhin zum Kriegsdienst eingezogen und diente zwischen 1944 und 1945 im Zweiten Weltkrieg. Nach seiner Rückkehr aus dem Krieg studierte er von 1946 bis 1950 Rechtswissenschaften an der Universität Innsbruck und promovierte am 16. Dezember 1950 zum Doktor der Rechtswissenschaften. Des Weiteren absolvierte er von 1949 bis 1950 einen Abiturientenkurs der Handelsakademie Innsbruck. Beruflich war Fritz von 1951 bis 1954 als Berufsanwärter der Kammer der Wirtschaftstreuhänder in verschiedenen Kanzleien beschäftigt, bis er sich im Juli 1954 mit der Gründung einer Wirtschaftstreuhänderkanzlei als Steuerberater selbständig machte. 

## Politik und Funktionen
Fritz engagierte sich wie sein Vater in der Lokalpolitik und wurde 1955 als Mitglied in die Gemeindevertretung von Mittelberg gewählt, der er bis 1975 angehörte. Er war von 1955 bis 1965 Mitglied des Handel- und Gewerbeausschusses, war von 1960 bis 1975 Mitglied des Finanzausschusses und von 1965 bis 1975 Mitglied des Jagd- und Fischereiausschusses. Zudem hatte er von 1955 bis 1975 das Amt des Vizebürgermeisters inne. Als Abgeordneter des Wahlbezirkes Bregenz war er vom 29. Oktober 1959 bis zum 28. Oktober 1964 Abgeordneter zum Vorarlberger Landtag, wobei er Mitglied im Rechts- und Immunitätsausschuss sowie Mitglied im Erziehungs- und Volksbildungsausschuss war. 
Fritz war neben seiner Mitgliedschaft bei der Österreichischen Volkspartei auch Mitglied des Wirtschaftsbundes und dort als Mitglied der Landesleitung des Wirtschaftsbundes Vorarlberg aktiv. In der ÖVP wirkte er ab 1962 als Ortsparteiobmann der ÖVP Kleinwalsertal, zudem war er Mitglied der ÖVP Bezirksparteileitung Bregenz und Mitglied der Landesparteileitung der ÖVP Vorarlberg. Des Weiteren war er Mitglied der CV-Verbindung „Leopoldina“ Innsbruck, im Aufsichtsrat der Kleinwalsertaler Bergbahnen AG aktiv sowie Obmann des Kameradschaftsbundes Kleinwalsertal.

## Privates
Josef Fritz wurde als Sohn des Bürgermeisters von Mittelberg, Gedeon Fritz (1892–1950) und dessen Gattin Maria Anna Fritz (1891–1969) geboren. 